# Alfred Bester
Alfred Bester (Nueva York (EE. UU.), 18 de diciembre de 1913 - Pensilvania, 30 de septiembre de 1987) fue un escritor de ciencia ficción.
Aunque publicó su primer relato en 1939, su salto a la fama vino a comienzos de los cincuenta, después de una etapa en la que trabajó como escritor de guiones para radio y televisión. Sus relatos, y sobre todo su premio Hugo de 1953 (el primero que se otorgaba) por El hombre demolido le encumbraron a la fama. Fama que aumentó todavía más con su siguiente novela: Las estrellas, mi destino (también conocida como ¡Tigre, tigre!) considerada uno de los hitos de la ciencia ficción.Sin embargo, Bester, autor no muy prolífico, abandonó el campo para dedicarse a escribir artículos para la revista Holydi (de la que llegó a ser redactor jefe).
Su vuelta a la ciencia ficción en la década de los 70 no resultó como esperaba, y las novelas escritas por entonces resultaron un fiasco. Es por ello su fama de autor "cometa". Desalentado, volvió a abandonar el género. En 1987, moría sin haberse enterado de que acababa de recibir el galardón de Gran Maestro por su corta pero intensa carrera. Dejó, además de sus dos sobresalientes novelas, una pequeña pero exquisita colección de cuentos.
Los dos grandes temas (casi obsesivos) de Bester son los viajes en el tiempo y sus consecuencias por un lado, y la posesión de poderes paranormales o Psi por otro. Casi todos los relatos y novelas recogen alguno de los dos aspectos. Desde luego las dos principales, El hombre demolido y Las estrellas, mi destino, tratan ambas de poderes Psi. Asimismo, Las estrellas, mi destino es considerada por muchos críticos pionera del movimiento cyberpunk en cuanto a su estilo.

## Obra

### Novelas
- El hombre demolido (The Demolished Man, 1953), galardonada con el premio Hugo)
- Carrera de ratas (Who He?, también publicada como The Rat Race, 1953)
- Las estrellas, mi destino (The Stars My Destination, 1956), también conocida como ¡Tigre, tigre! (Tiger! Tiger!)
- Computer connection (The Computer Connection, 1975)
- Golem100 (Golem100, 1980)
- Los impostores (The Deceivers, 1981)
- Tender Loving Rage (1991)
- Psychoshop (1998), obra póstuma inacabada, completada por Roger Zelazny

### Recopilaciones
- Starbust (1958)
- El lado oscuro de la Tierra (The Dark Side of the Earth, 1964), recopilación de los relatos: «El tiempo es el traidor», «Los hombres que asesinaron a Mahoma», «El hombre Pi», «Ya no hacen la vida como antes», «El orinal florido» y «¿Desea esperar?».
- The Life and Death of a Satellite (1964)
- La fantástica luz (The Light Fantastic, 1976), recopilación de los relatos: «5.271.009», «Manuscrito encontrado en una botella de champagne», «Afectuosos Fahrenheit», «La fuga de cuatro horas», «Los hombre que asesinaron a Mahoma», «Número de desaparición», «El infierno es eterno».
- Oh luminosa y brillante estrella (Star Light, Star Bright, 1976), recopilación de los relatos: «Adan sin Eva», «El tiempo es el traidor», «Odi e Id», «Elección forzosa», «Oh luminosa y brillante estrella», «Antes la vida era distinta», «Del Tiempo y la Tercera Avenida», «El Hombre Pi», «Mi amigo de arriba».
- Starlight, edición conjunta de las dos anteriores.
- Irrealidades virtuales (Virtual Unrealities, 1997), recopilación de los relatos: «Desapareciendo», «Oddy y ello», «Estrellita, estrellita», «5271009», «Tiernamente Farenheit», «La elección de Hobson», «Acerca del tiempo y la Tercera Avenida», «El tiempo es un traidor», «Los hombres que asesinaron a Mahoma», «El hombre Pi», «Ya no hacen la vida como antes», «¿Desea esperar?», «El orinal floreado», «Adán sin Eva», «Y quedan 3 1/2», «Galatea Galante» y «El diablo sin gafas».